# La Lutte des travailleurs d'hôpitaux
 (novembre 2023).
Pour plus de détails, voir Fiche technique et Distribution.
La Lutte des travailleurs d'hôpitaux est un film québécois réalisé par Denys Arcand, sorti en 1976. Le film, créé en moins d'un mois, a été réalisé à la demande de la CSN pendant une longue grève de 1975, et réfute une campagne d'information menée par les administrateurs d'hôpitaux.